# 磯の源太 抱寝の長脇差
『磯の源太・抱寝の長脇差』（いそのげんた・だきねのながどす）は、1932年（昭和7年）製作・公開、山中貞雄監督による日本の長篇劇映画である。サイレント映画、「股旅もの」の時代劇剣戟映画である。山中貞雄の監督デビュー作である。フィルムは現存しておらず、数分の断片のみ発見されている。

## 物語
磯の源太は矢切一家に対する一宿一飯の義理から、宮久保一家との喧嘩出入りに加わる。小刻みに挿入されるタイトル字幕。「矢切一家に」「助っ人一人」「常盤の国」「祝生まれの」「磯の」「源太だ!」
料亭杉戸屋の娘お露は源太の幼馴染で、お露は源太を愛しているのだが、そのお露には岩切一家の勘太郎が惚れ込んでいる。
一面のススキの風にそよぐ土堤の上で、旅に出る源太を見送るお露。ぽつんぽつんとスポークンタイトルが挿入され抒情を煽る。「お露さん時節がくればまた会おう」「時節を待つのもいいけれど」「あたしも二十四」「女は汚くなったらおしまいだもの」
宮久保一家の横槍は相変わらずで、殊に用心棒の小田切の横暴は目に余り、旅から戻った源太は勘太に堅気になってお露さんと一緒になれと言い残し、単身宮久保一家に殴り込みをかけようとする。
ところが一足早く、勘太が先に飛び出して行って小田切に斬られてしまう。全篇意図的に剣戟を避けた山中演出のなか、寺の境内での大乱闘の末、小田切と宮久保一家を討ち果たし、源太はお露に勘太の手を握らせてやるのだった。

## 略歴・概要
原作は、長谷川伸の戯曲『源太時雨』（博文館、1931年）による。本戯曲を元にした映画は、すでに前年の1931年（昭和6年）に、清瀬英次郎監督、日活太秦撮影所製作の『源太時雨』、滝沢英輔監督の『振袖勝負』の二本が公開されていた。本作は、1932年（昭和7年）2月4日より、嵐寛寿郎プロダクションが製作、新興キネマの配給により公開された。それに先行して、1月29日より京阪神を中心に公開された。
玉木潤一郎（元片岡千恵蔵プロダクション所属で、当時「演芸通信」の記者だった）は「1月の映画完成段階で試写の実現に奔走した」と当時の京都日出新聞に記している。また映画批評家の岸松雄が「和田山滋」名で『キネマ旬報』誌上で激賞した。マイナーな嵐寛寿郎プロダクション作品でありながら、注目を集めた。
本作の上映用プリントの全篇は現存しておらず、東京国立近代美術館フィルムセンターはプリントを所蔵していないが、数分の断片が発見されており、2004年（平成16年）に日活がリリースした『山中貞雄日活作品集 DVD-BOX』に『怪盗白頭巾』のフィルム断片とともに、収録されている。

### エピソード
当時の映画評論界は寛プロ作品を「大衆向けのB級」として見下しており、『鞍馬天狗のおじさんは: 聞書・嵐寛寿郎一代』によると、「アラカン映画の監督やと、インテリは山中貞雄を馬鹿にしていた」。ところが岸松雄が本作を褒めたとたんに世評は「ころっと変わった」「キシマツはんの褒め言葉一つで名監督や、批評家えらいものでんな」と回想している。
アラカンが山中に本作で監督を命じた際、山中は「わかりました一つだけ教えてください」と返し、「女形というものを僕は知りません、基本だけでも良いから、どんなものか勉強させてほしい」とアラカンに頼んだ。歌舞伎役者時代は女形も務めたアラカンは「けったいなことを聞くもんやなあ」と思ったが、大体のところを教えた。寛プロ作品はラブ・シーンは御法度だったので、身体を触れ合わない色気について講義したのである。アラカンは本作の宣伝写真を指して、「これがちゃんと濡れ場だ、手も握らんといやらしい感じだしとる」
山中は本作まではアラカンの付き人に近い助監督を務めていて、その評価は未知数だった。本作のラスト・シーンの撮影では、アラカンは山中から「朝九時から顔を作って食堂で待っとって下さい」と言われた。生来の寝坊であるアラカンにとってこれは辛いもので、しかもいつまでも呼びに来ず、痺れを切らして嵐山でのロケ現場に出かけた。するとそこでは、土手の下から構えたキャメラの上を嵐寿之助を先頭に、50人からの役者たちにマラソンをさせていた。歩かせてみたり駆け足にさせたり、順序を変えたり、アラカンにも趣旨が分からず、「俺の出番はまだかい」というと「御大ちょっと待ってください」と言われる。そのうちに午後五時頃になり、やっと「お待たせしました」とキャメラを土手に据えて本番となった。見ると役者たちは死骸役となって転がっており、アラカンは内心腹を立てながらキャメラを背中に歩かされた。が、完成した画面を見てアラカンは魂消たという。追手の子分達はマラソンで疲れ果てた顔で走ってきてバタバタと倒れ、怒りを込めたアラカンの背中が写り、キャメラは寿之助の死骸にパンして夕日に光る長脇差を写し、ラストとなる。監督第一作のこの鮮やかな画面に、アラカンは「う～ん、ひょっとすると大物やないか」と半信半疑の思いだったという。
山中貞雄第一回作品である本作は、昭和7年度ベストテン作品の8位についたが、興行的には失敗で、あまり観客動員が稼げなかった。これをみたアラカンは「もう一つ踏ん張ってもらわなあかん」と、次作『小判しぐれ』の監督を山中に命じている。

## スタッフ・作品データ
- 監督・脚本 : 山中貞雄
- 原作 : 長谷川伸
- 撮影 : 藤井春美

- 製作 : 嵐寛寿郎プロダクション
- 上映時間（巻数 / メートル） : 74分[6]（8巻 / 2,032メートル）
- フォーマット : 白黒映画 - スタンダードサイズ（1.33:1） - サイレント映画
- 公開日 : 1932年1月29日（京阪神地区）、2月4日（東京）
- 初回興行 : 浅草・常盤座 / 麻布・麻布新興館 / 新宿・新宿帝国館

## キャスト
- 嵐寛寿郎 - 磯の源太
- 市川寿三郎 - 伊佐和の勘太郎（勘太）
- 松浦築枝 - お露
- 嵐橘右衛門 - 勘太郎の叔父七兵衛
- 尾上紋弥 - 源太の叔父吾平
- 頭山桂之介 - 小田切定一郎
- 片岡市太郎 - 三島の弥吉
- 玉島愛造 - 矢切の伝右衛門
- 菊本久夫 - 本田三郎太
- 今成平九郎 - 宮久保長次郎
- 宝来数之助 - 五十嵐剛三
- 嵐寛三郎 - 乾分山猫の久蔵
- 前田邦彦 - 道玄坂の吉
- 松本龍三郎 - 般若の仁助
- 立花六郎 - 汲井紋平

## その他
- 1960年に大曾根辰夫監督、松竹製作のリメイク『抱寝の長脇差』、出演高田浩吉、田村高廣がある。

## 註
1. ↑  源太時雨、国立国会図書館、2010年1月16日閲覧。
2. ↑  磯の源太 抱寝の長脇差、日本映画データベース、2010年1月16日閲覧。
3. ↑  生誕百年 映画監督 山中貞雄、東京国立近代美術館フィルムセンター、2010年1月16日閲覧。
4. ↑  所蔵映画フィルム検索システム、東京国立近代美術館フィルムセンター、2010年1月16日閲覧。
5. ↑  『聞書アラカン一代 - 鞍馬天狗のおじさんは』（竹中労、白川書院）
6. ↑  Film Calculator換算結果、コダック、2010年1月16日閲覧。